# Roberto Díaz (Schiedsrichter)
Roberto Díaz Pérez Del Palomar (* 29. April 1976) ist ein spanischer Fußballschiedsrichterassistent. Er steht als dieser seit 2008 auf der Liste der FIFA-Schiedsrichter.

## Karriere

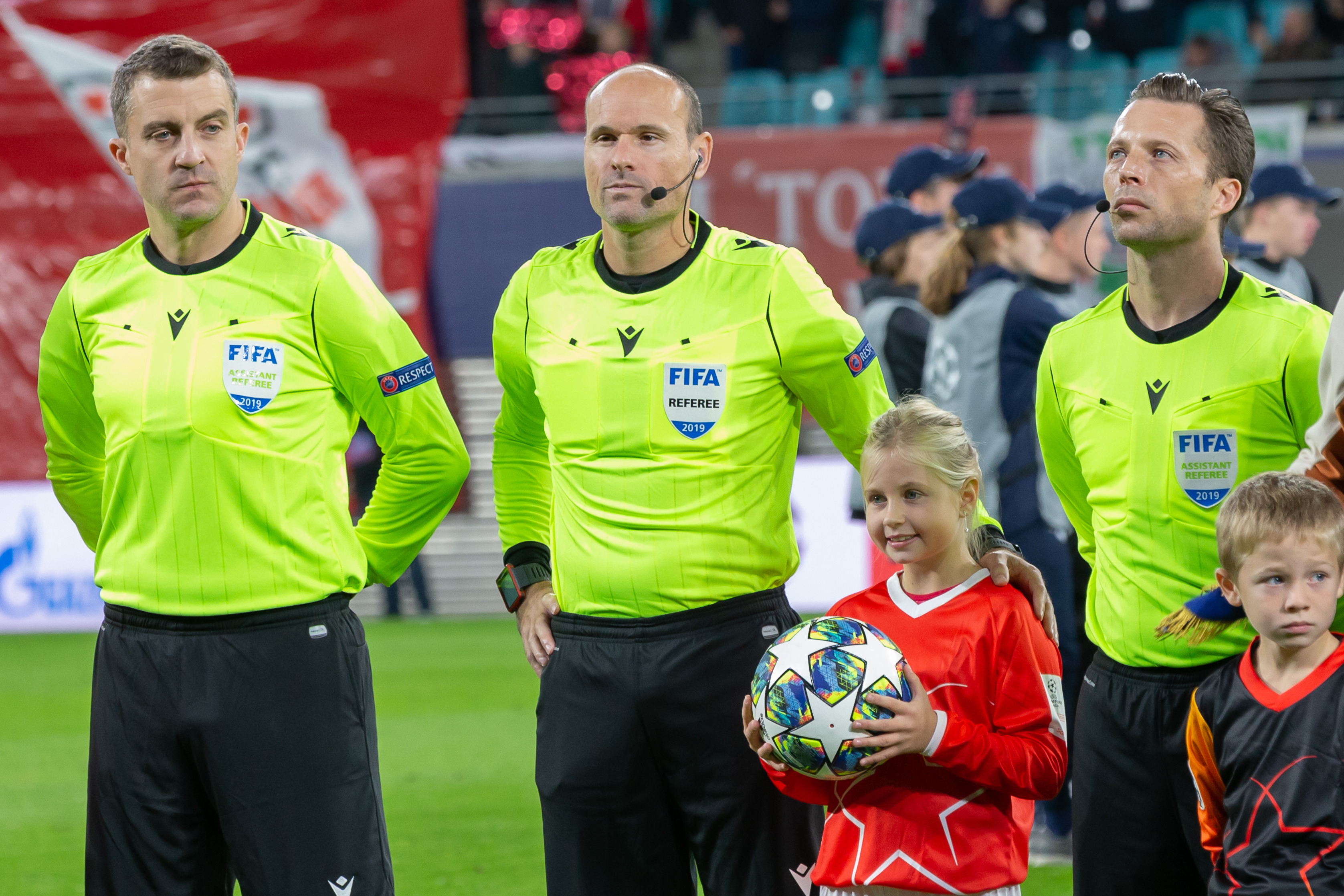
Antonio Mateu Lahoz (Mitte) mit Pau Cebrián (rechts) und Roberto Díaz (links) beim Champions-League-Finale 2021

Als Assistent begleitete er nebst vielen Partien auf nationaler Ebene unter anderem international nebst Begegnungen auf Klub-Ebene, auch Spiele von Nationalmannschaften. Hierbei war er unter anderem nebst Olympia 2016 bei der UEFA Nations League und der Europameisterschaft 2020 als auch bei der Weltmeisterschaft 2018 vertreten. Zur Weltmeisterschaft 2022 wurde er ins Aufgebot der Assistenten berufen.
Am 29. Mai 2021 leiteten Mateu Lahoz, Cebrián und Díaz das UEFA-Champions-League-Finale 2021 zwischen Manchester City und dem FC Chelsea (0:1).